# Kim Kyong-il
Kim Kyong-il ((김경일?, 金京一?); Pyongyang, 11 dicembre 1988) è un calciatore nordcoreano, centrocampista del Rimyongsu.